# Oxalis filifoliolata
Oxalis filifoliolata är en harsyreväxtart som beskrevs av J.Suda & Krejcíkov&á. Oxalis filifoliolata ingår i släktet oxalisar, och familjen harsyreväxter. Inga underarter finns listade i Catalogue of Life.